# Spořitelní a záložní spolek pro obec Slatinu
Spořitelní a záložní spolek pro obec Slatinu byl regionální peněžní ústav, který fungoval v letech 1905-1953.

## Historie
Spořitelní a záložní spolek pro obec Slatinu byl rejstříkově zapsán 17. května 1905. Nedochovaly se však žádné zakládací listiny spolku. Podle knihy protokolů z valných hromad byl prvním starostou zvolen Josef Kchol.
Název spořitelního spolku byl změněn při změně stanov roku 1934 na "Kampelička, spořitelní a záložní spolek ve Slatině".
V roce 1948 byla kampelička zákonem č. 181 Sb. o organizaci peněžnictví přeměněna na ústav lidového peněžnictví a přejmenována na "Záložna-Kampelička ve Slatině". Stala se povinným členem Okresní záložny a spořitelny v Hradci Králové a od roku 1953 byla sloučena se Státní spořitelnou v Hradci Králové na základě zákona o organizaci peněžnictví č. 84 Sb. z 11. prosince 1952.